# Wiesenweihe
Die Wiesenweihe (Circus pygargus) ist ein Greifvogel aus der Familie der Habichtartigen (Accipitridae). Wie viele Arten der Gattung Circus zeigt auch die Wiesenweihe einen starken Geschlechtsdimorphismus bezüglich Größe und Färbung. Das Verbreitungsgebiet erstreckt sich über weite Teile der westlichen und mittleren Paläarktis. Die Art bewohnt großflächig offene, feuchte bis trockene Habitate wie Verlandungszonen, Niedermoore und Steppen sowie landwirtschaftliche Flächen mit vergleichbarer Vegetationsstruktur, vor allem Getreideäcker. In Mitteleuropa hat die Besiedlung landwirtschaftlicher Flächen unterstützt durch gezielten Schutz in den letzten Jahrzehnten stark zugenommen. Wiesenweihen sind Langstreckenzieher, sie überwintern in Afrika südlich der Sahara sowie im Süden Asiens. In Teilen Europas gab es im 20. Jahrhundert durch Lebensraumzerstörung drastische Bestandrückgänge, weltweit ist die Art heute jedoch ungefährdet.

## Beschreibung
Wiesenweihen sind mittelgroße, jedoch sehr schlanke und leichte Greifvögel. Die Körperlänge beträgt 39–50 cm, die Flügelspannweite 96–116 cm. Wie viele Arten der Gattung Circus zeigt auch die Wiesenweihe einen starken Geschlechtsdimorphismus bezüglich Größe und Färbung. Adulte Männchen aus Europa wiegen 227–305 g und haben damit das Gewicht einer Straßentaube. Sie haben eine Flügellänge von 342 bis 389 mm, im Mittel 364 mm. Weibchen erreichen ein Gewicht von 319–445 g und eine Flügellänge von 350–388 mm, im Mittel 371 mm.

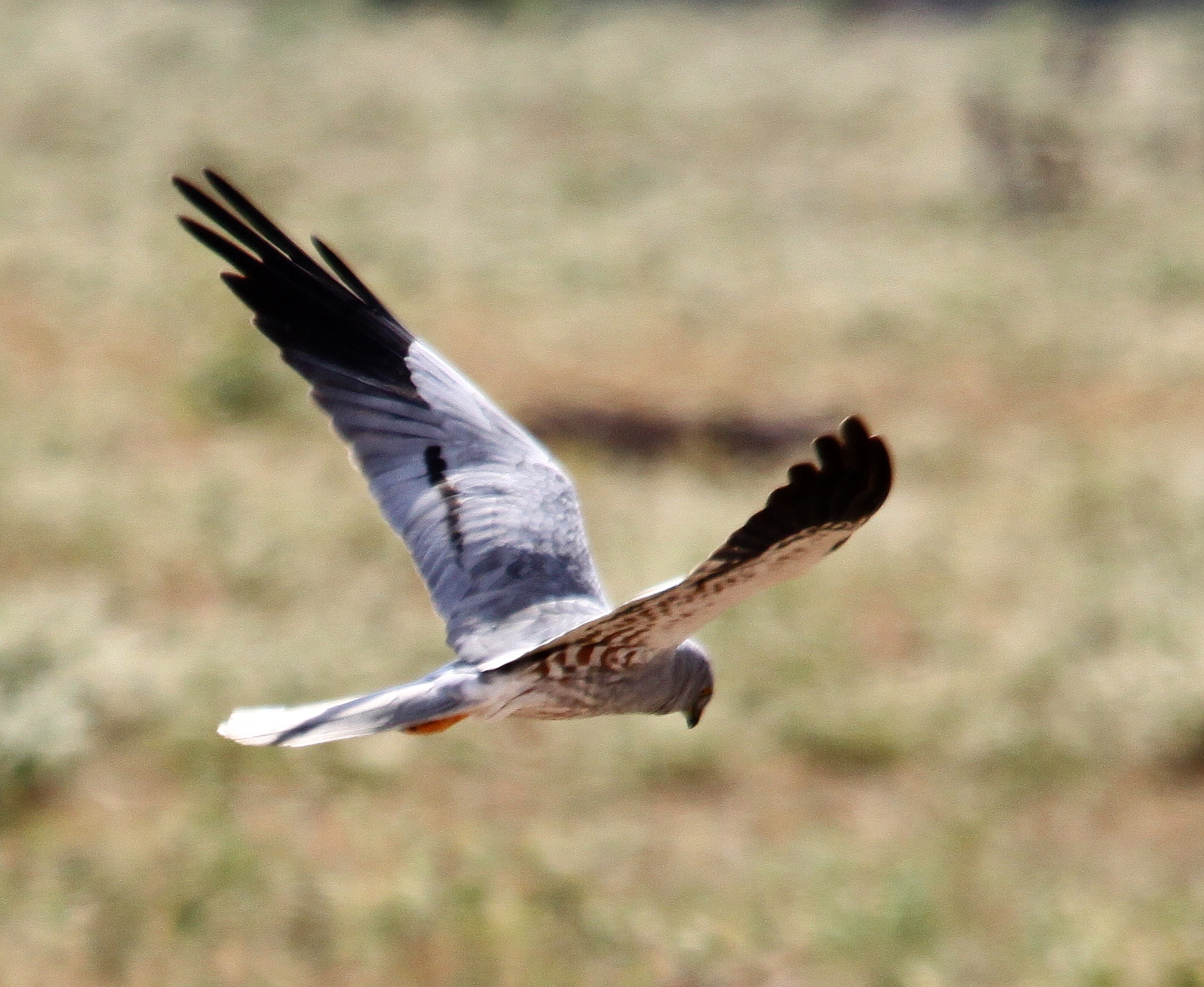
Männchen im Flug

Bei adulten Männchen sind Kopf, Oberseite des Rumpfes, die Oberflügeldecken sowie die Unterseite des Rumpfes bis zur Bauchmitte einfarbig dunkelgrau. Ab der Bauchmitte bis einschließlich der Unterschwanzdecken ist der Rumpf weißlich, die Bauchmitte ist mehr oder weniger kräftig fein rostbraun gestrichelt. Die großen Hand- und Armdecken der Oberseite sind grauweiß, auf der Unterseite zeigen sie auf ebenfalls grauweißem Grund kräftige rotbraune Strichel und Flecken. Die Armschwingen sind ebenfalls hellgrau mit einer schwarzen Querbinde auf der Ober- und zwei Binden auf der Unterseite. Die Handschwingen sind auf Ober- und Unterseite schwarz. Insgesamt ist die Oberseite der Flügel damit deutlich dreifarbig dunkelgrau, weißgrau und schwarz. Die Steuerfedern sind auf hellgrauem Grund dunkler grau gebändert, das mittlere Steuerfedernpaar ist einfarbig dunkelgrau.

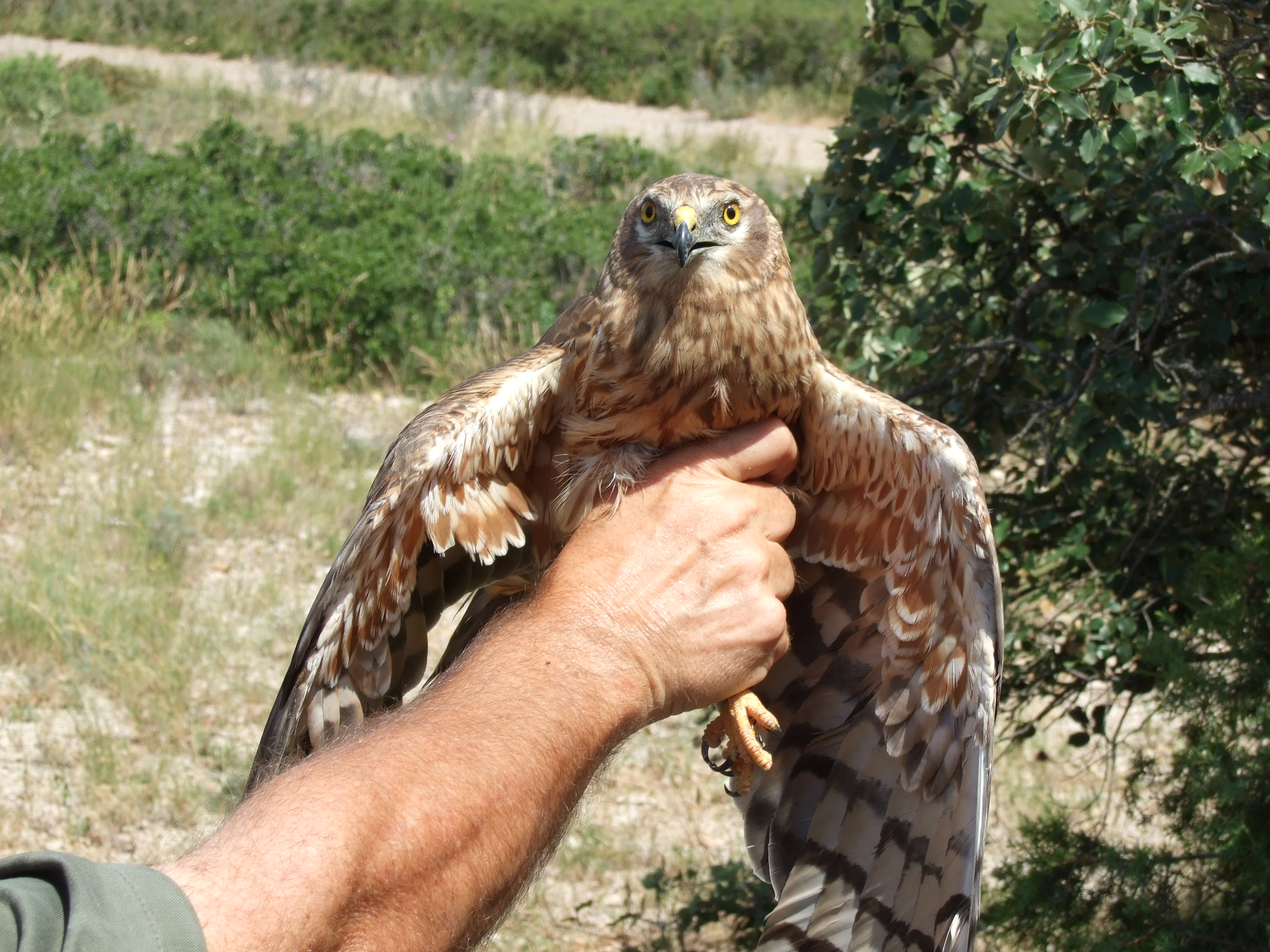
Weibliche Wiesenweihe

Adulte Weibchen sind auf Oberkopf, Hinterhals, Rücken und Oberflügeldecken einfarbig mittelbraun, die kleinen Armdecken sind in der Flügelmitte etwas aufgehellt. Die Schwingen sind oberseits auf graubräunlichem Grund schwärzlich gebändert und zeigen auch eine schwärzliche Spitze. Der Bürzel ist deutlich kontrastierend weiß. Die Steuerfedern sind auf hellbraunem Grund schwarz gebändert und zeigen eine breite schwarze Endbinde. Die Unterseite ist insgesamt deutlich heller. Hals, oberer Rumpf und die kleinen Unterflügeldecken sind auf hellbeigem Grund kräftig braun gestrichelt, die Strichelung wird zum Unterbauch hin schwächer. Die mittleren und großen Flügeldecken sind unterseits kräftig rötlich braun quergebändert. Die Unterseiten von Schwingen und Steuerfedern sind auf hellgrauem Grund breit dunkelbraun bis schwarz gebändert und zeigen eine breite dunkle Endbinde. Der Kopf zeigt einen schmalen dunklen Augenstreif, der ober- und unterhalb des Auges breit weißlich eingefasst ist. Das breite Wangenband ist dunkelbraun.
Vögel im Jugendkleid sind oberseits ähnlich wie adulte Weibchen gefärbt, die Armschwingen sind jedoch fast einfarbig dunkel graubraun. Auf der Unterseite unterscheiden sie sich von adulten Weibchen jedoch deutlich. Die Kehle, der gesamte Rumpf einschließlich der Beinbefiederung und der Unterschwanzdecken sowie die Unterflügeldecken sind fast einfarbig kräftig rostbraun. Die Brustseiten zeigen auf diesem Grund häufig eine feine dunkle Strichelung, die mittleren und großen Unterflügeldecken ein kräftigere Strichelung. Die Handschwingenspitzen sind unterseits schwärzlich, die Armschwingen sind insgesamt sehr dunkel und kontrastarm gebändert.
Die Iris ist bei adulten Vögeln gelb, bei Männchen im Jugendkleid grau, bei Weibchen im Jugendkleid braun. Wachshaut und Beine sind in allen Kleidern gelb, der Schnabel und die Krallen sind schwarz.
Verwechslungsgefahr besteht insbesondere mit der sehr ähnlichen Kornweihe.

## Lautäußerungen
Die Balzrufe des Männchens bestehen aus gereihten, nasalen Rufen, die mit „kä-kä-kä“ oder „kjäh-kjäh-kjäh“ wiedergegeben werden können. Bei Bedrohung am Nest äußern beide Partner schnelle, etwa wie „tschit-er-tschit-er-tschit-it-it-it“ klingende Rufe. Der von Jungvögeln beim Betteln ständig genutzte Ruf ist ein dünnes „pii-ii“.

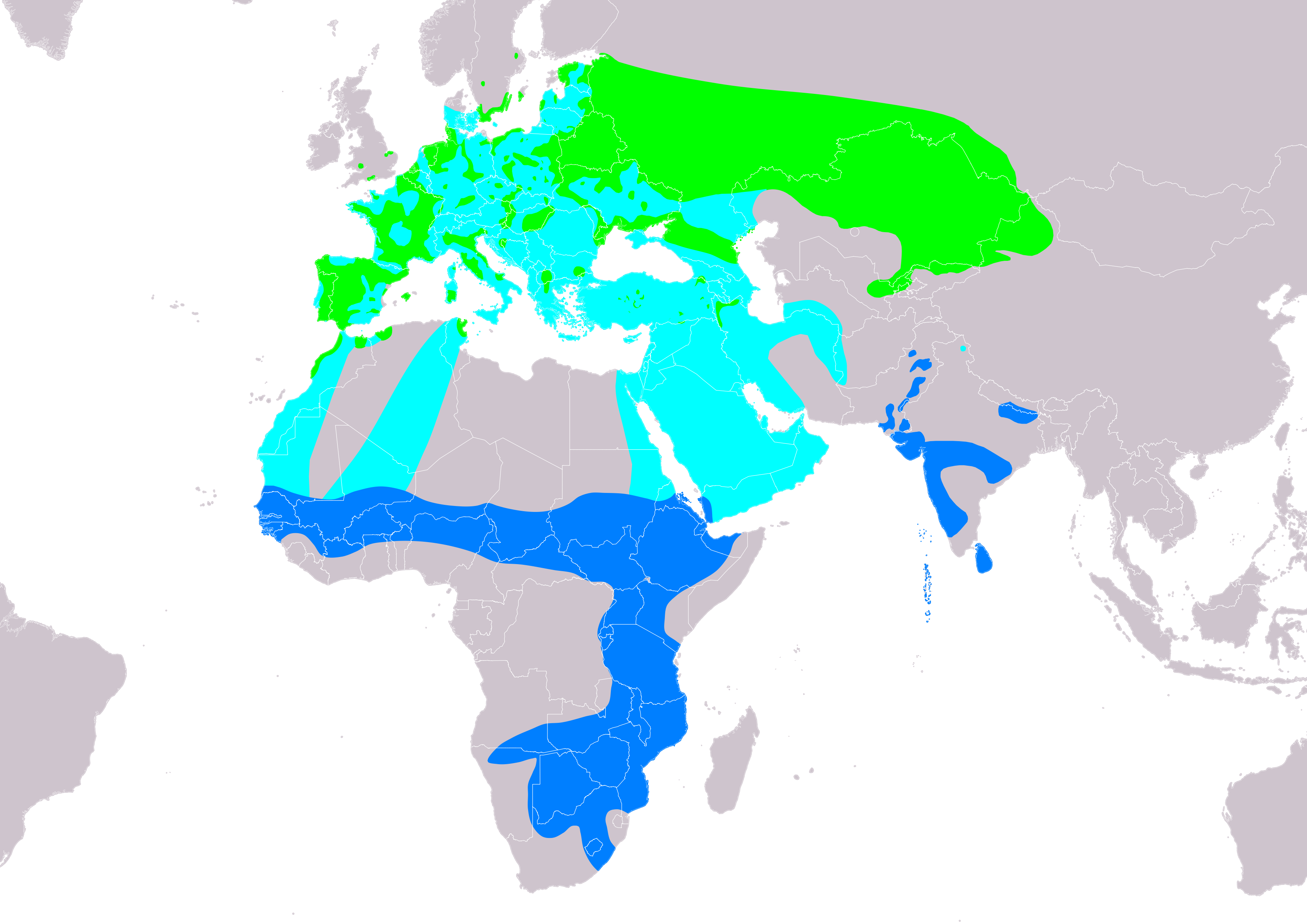
Verbreitungsgebiet der Wiesenweihe:
Brutgebiete
Migration
Überwinterungsgebiete

## Verbreitung und Lebensraum
Das Verbreitungsgebiet der Wiesenweihe umfasst große Teile der südwestlichen Paläarktis von Nordafrika über Süd- und Mitteleuropa bis West- und Mittelsibirien. Die Nordgrenze der Verbreitung liegt im Süden Großbritanniens und in Südschweden, weiter östlich in Südwestfinnland und schließlich in Sibirien bei etwa 56° 30′ N.
Die Art bewohnt großflächig offene, feuchte Habitate wie breite Flusstäler, Verlandungszonen, Moore, aber auch trockenere Lebensräume wie Steppen, Heiden, Landwirtschaftsflächen und junge Aufforstungen. In Mitteleuropa wurden die Horste früher überwiegend im Bereich von Verlandungszonen angelegt und dort vor allem im Übergangsbereich vom Röhricht zum Seggenried und in noch weiter vom offenen Wasser entfernten Bereichen mit schütterem Schilfrohr. Diese Lebensräume sind in Mitteleuropa fast völlig zerstört, die Art besiedelt hier jedoch in den letzten Jahrzehnten stark zunehmend intensiv genutzte landwirtschaftliche Flächen mit vergleichbarer Vegetationsstruktur, vor allem Getreidefelder. Wiesenweihen jagen über den Flächen, die auch als Bruthabitate dienen; auf Äckern brütende Paare nutzen zur Jagd vor allem Brachland in der Umgebung.

## Systematik
Für die Wiesenweihe werden keine Unterarten anerkannt. Nach molekulargenetischen Untersuchungen steht die Art innerhalb der Gattung Circus recht isoliert und hat kein eigentliches Schwestertaxon.

## Jagdweise und Ernährung

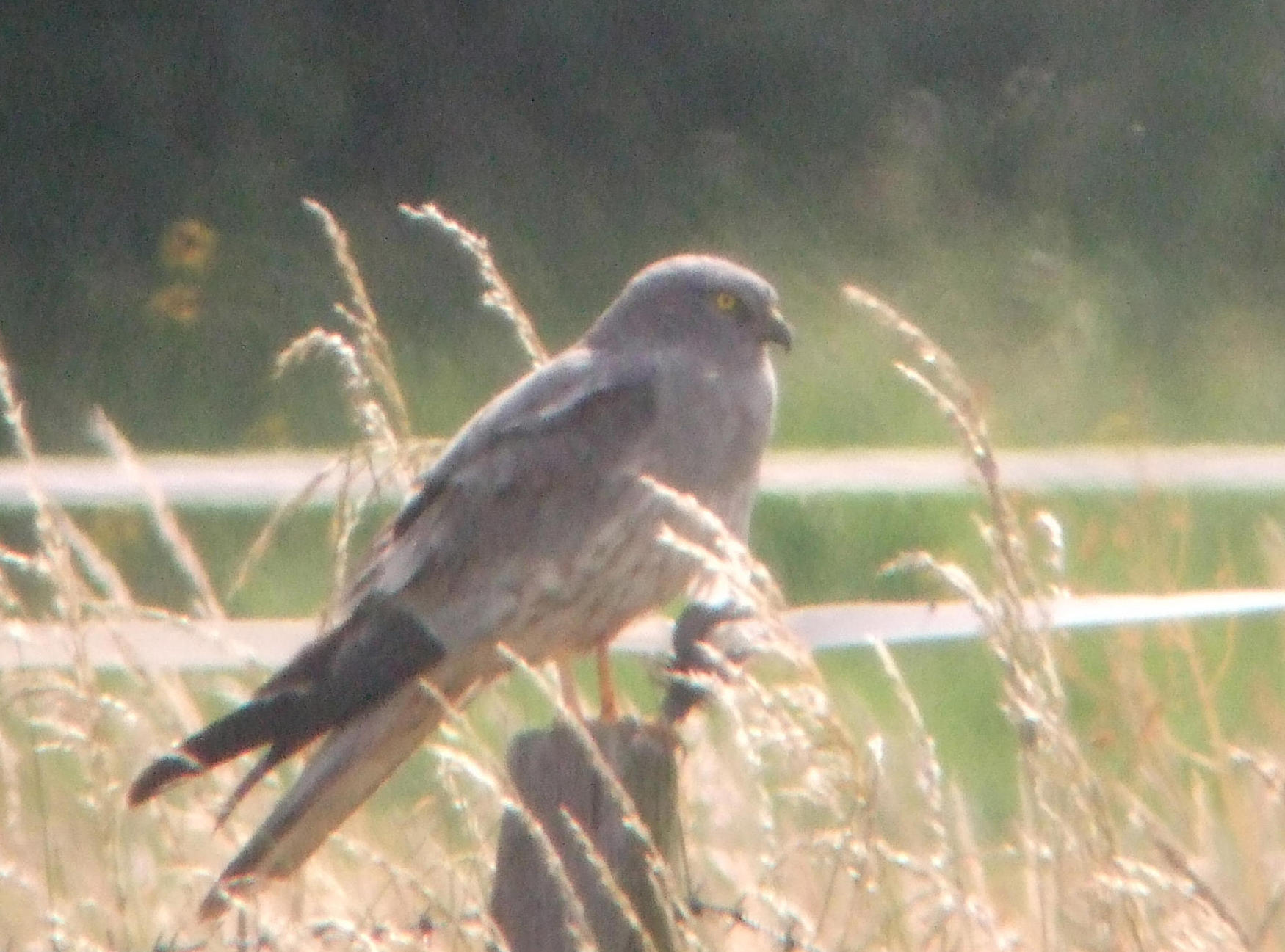
Männliche Wiesenweihe

Wiesenweihen jagen über offenem Gelände wie andere Weihen überwiegend im niedrigen, hin und her schwenkenden Suchflug mit leicht nach oben gehaltenen Flügeln. Die Beute wird am Boden aus kurzer Distanz überrascht und gegriffen, die sehr agilen Wiesenweihen versuchen aufgescheuchte Kleinvögel durch blitzschnelle Körperdrehungen auch noch in der Luft zu greifen. Entkommt der Beutevogel dann, wird er jedoch nicht weiter verfolgt. Die Hauptnahrung besteht aus kleinen Säugetieren wie Wühlmäusen und kleinen Vögeln, daneben werden auch sehr häufig größere Insekten wie Heuschrecken, Libellen und Käfer gefressen, gelegentlich auch Aas (z. B. von Autobahnrändern). Vor allem in Südeuropa können auch Eidechsen einen erheblichen Teil der Nahrung ausmachen.
Im afrikanischen Winterquartier ist das Nahrungsspektrum offenbar deutlich schmaler als im Brutgebiet, Hauptbeute sind dort Wanderheuschrecken.

## Fortpflanzung
Die Balz beginnt mit der Ankunft des Männchens im Brutrevier. Sie besteht in erster Linie aus spektakulären Schauflügen des Männchens, selten von beiden Partnern. Das Männchen zeigt Wellenflüge in großer Höhe, Loopings, Sturzflüge mit schraubigen Drehungen, plötzliche Wendungen und unkontrolliert erscheinendes Abtrudeln, ähnlich einem fallenden Blatt. Dabei ruft das Männchen häufig. Diese Balzflüge werden vom Weibchen meist in niedrigerer Höhe begleitet oder sitzend verfolgt. Zur Balz gehören außerdem Scheinangriffe des Männchens auf das Weibchen, zu deren Abwehr sich das Weibchen auf den Rücken wirft, sowie gemeinsames Gleiten und Kreisen. Häufig hat das Männchen bei diesen Balzflügen Beute dabei, die es im Anschluss an das Weibchen übergibt, worauf dann die Paarung folgt.
Wiesenweihen führen meist eine monogame Saisonehe. Männchen balzen auch noch nach Beginn der Eiablage, daher kommt es gelegentlich zur Bigamie, also zur Verpaarung mit einem zweiten Weibchen.

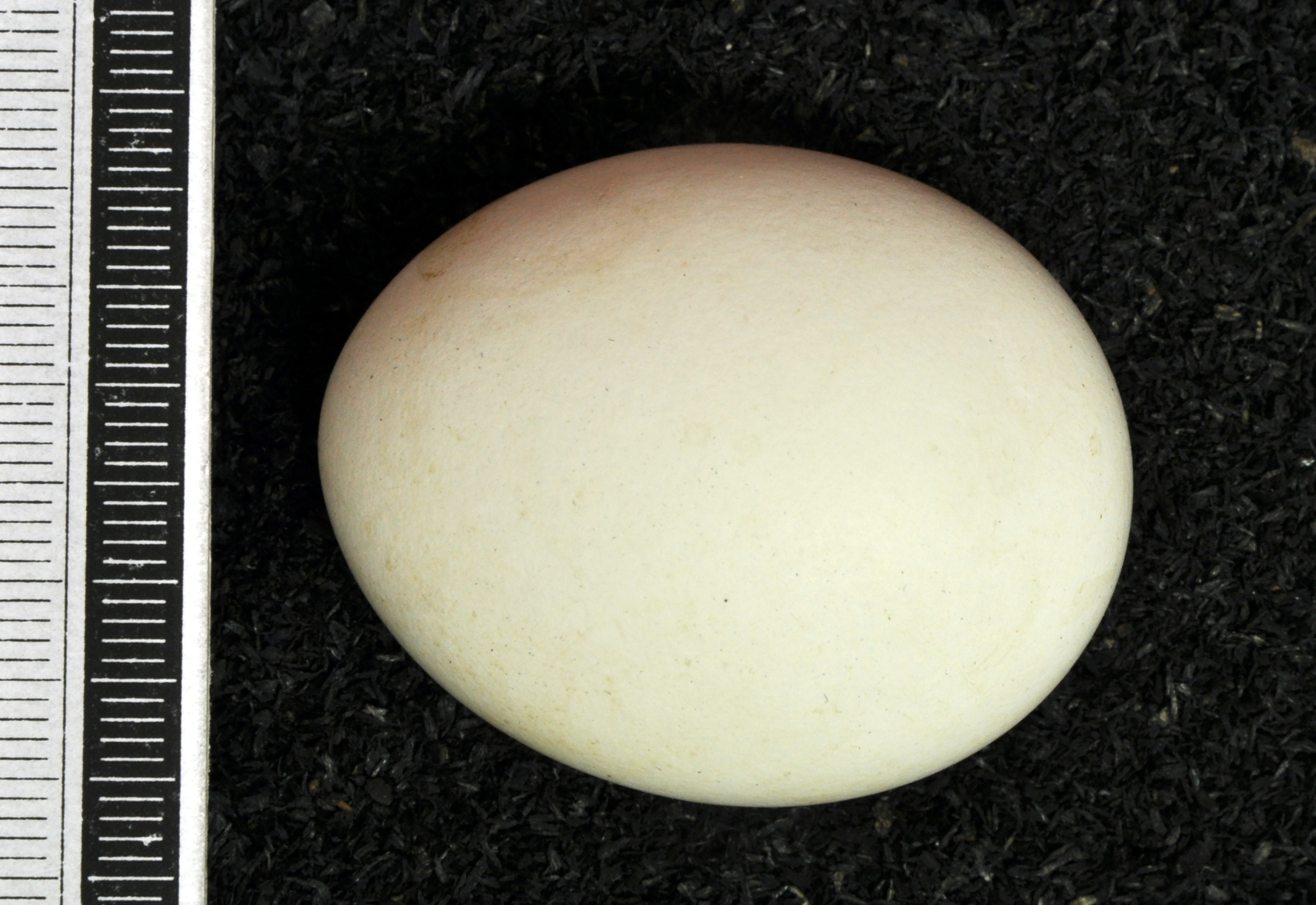
Ei, Sammlung Museum Wiesbaden

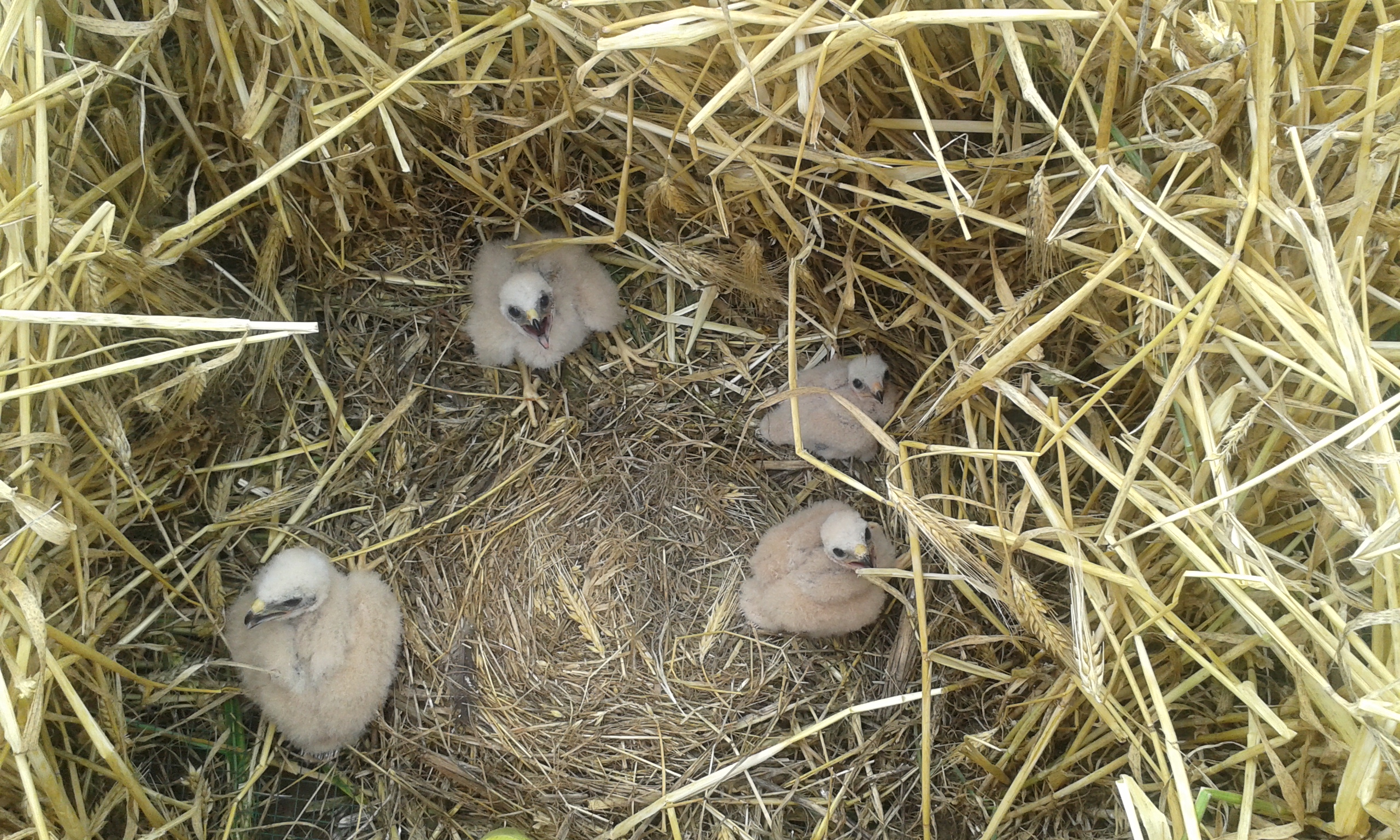
Wiesenweihen-Nestlinge am Brutplatz

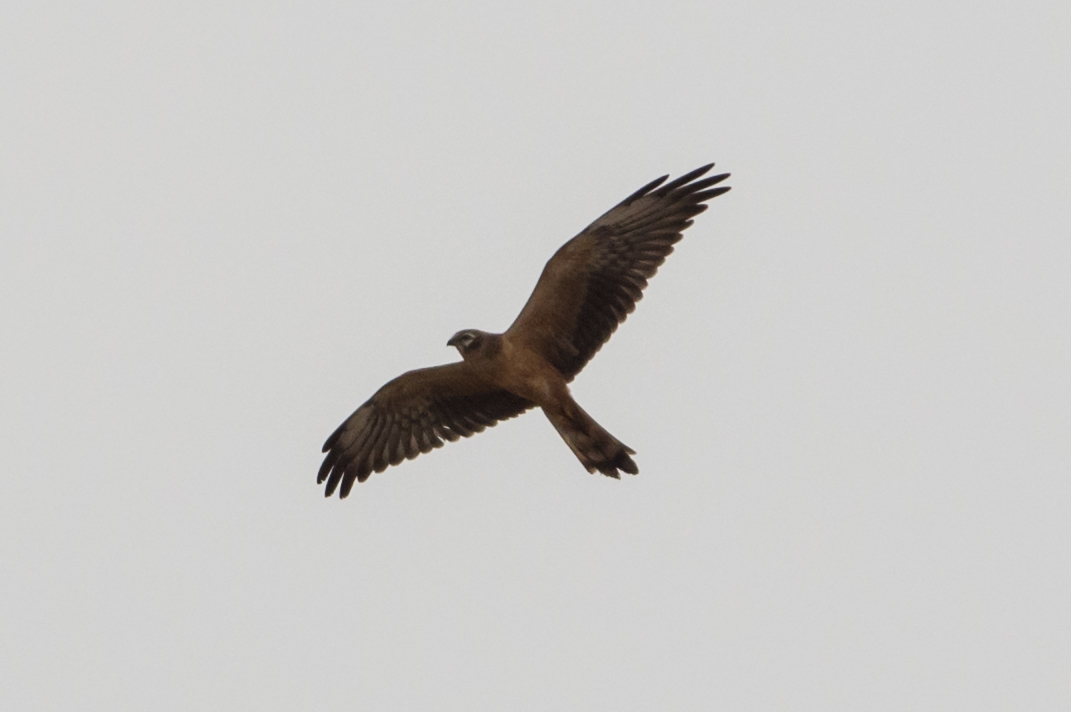
Wiesenweihe im Jugendkleid auf Gozo

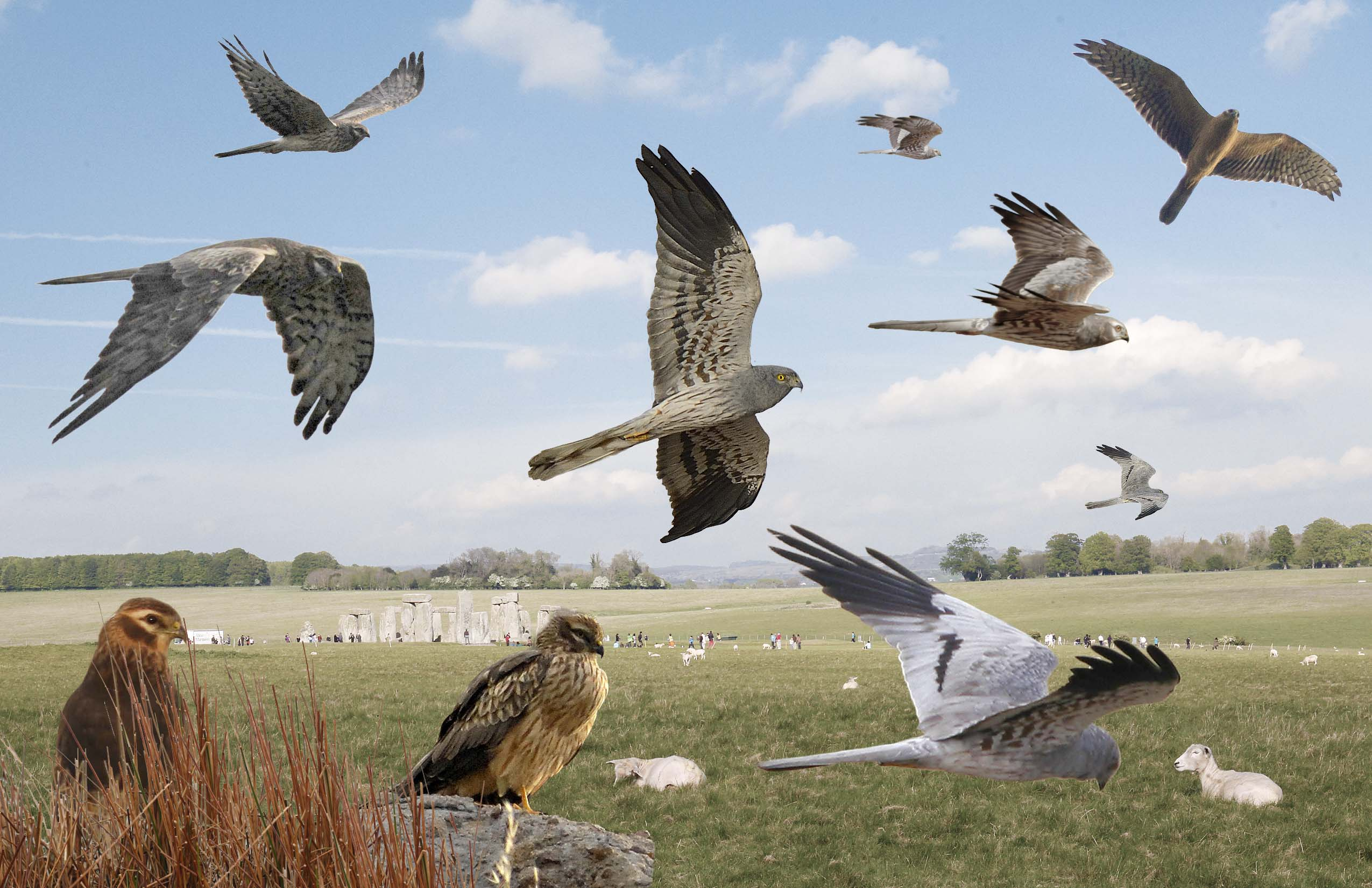
Wiesenweihen Illustration

Die Art ist wie die meisten Weihen Bodenbrüter. Das Nest steht meist direkt auf dem Boden auf trockenem bis etwas feuchtem, nur sehr selten auf sehr nassem Untergrund. Die Vegetation am Brutplatz darf weder zu hoch noch zu dicht sein. Meist ist sie etwa 1 m hoch, in hohem Schilf werden Nester nur in größeren Lücken gebaut. Für Bruten auf Getreidefeldern wird in Mitteleuropa meist Wintergerste gewählt, da diese bei der Ankunft der Brutvögel meist schon hoch genug steht. So waren in den Jahren 1993 bis 1996 von 197 Nestern in der Hellwegbörde in Nordrhein-Westfalen 75,6 % in Wintergerste, 12,2 % in Saatgras, 5,6 % in Weizen, 4,1 % in Roggen, 2,0 % in Raps und 0,5 % in Stilllegungsflächen. Bei geeignetem Bruthabitat und in günstigen Jahren können die Bruten sehr dicht benachbart sein, maximal wurden 1998 in der Estremadura 43 Nester in einem Feld von 1,5 km² Größe gefunden.
Das meist sehr flache Nest wird aus trockenen Pflanzen wie Gras und Schilf und auch aus kleinen Zweigen gebaut. Der Außendurchmesser beträgt meist 35–40 cm, manchmal bis 80 cm. Der Legebeginn variiert je nach geografischer Verbreitung. In Marokko erfolgt die Eiablage schon ab Mitte April, in Mitteleuropa nur ausnahmsweise Anfang Mai, meist erst ab Mitte Mai bis Anfang Juni. Das Gelege besteht aus 2–6, meist 3–5 Eiern. Die Eier sind meist reinweiß, nur gelegentlich rotbraun gefleckt. Eier aus Deutschland maßen im Mittel 41,3 × 33,3 mm, größere Stichproben von Eiern aus anderen Teilen Mitteleuropas wichen nur wenig davon ab. Die Brutdauer beträgt 28–30 Tage, die Nestlingszeit 30–35 Tage. In Mitteleuropa werden die Jungvögel ab Mitte Juli flügge.
Die Bebrütung der Eier sowie die Fütterung und Bewachung der Nestlinge erfolgt bis etwa 14 Tage nach deren Schlupf fast ausschließlich durch das Weibchen, das in dieser Zeit vom Männchen mit Nahrung versorgt wird. Danach beginnt das Weibchen wieder zu jagen. Mit 35 Tagen können die Jungvögel bereits gut fliegen, sind jedoch immer noch häufig zu Fuß in der Nestumgebung unterwegs. Im Alter von 40 Tagen können die Jungvögel sich die Beute bereits gegenseitig im Flug abjagen. Etwa im Alter von 50 Tagen beginnen sie selbst mit der Jagd nach Beute in der Horstumgebung.

## Wanderungen
Wiesenweihen sind Langstreckenzieher, sie überwintern in Afrika südlich der Sahara sowie im Süden Asiens. Das Winterquartier in Afrika reicht vom Südrand der Sahara bis in die östliche Kapprovinz in Südafrika. In Asien reicht das Winterareal vom südöstlichen Iran über Pakistan, Nepal und große Teile Indiens bis nach Sri Lanka, zu den Malediven und den Andamanen. Der Abzug aus den Brutgebieten erfolgt ab Ende Juli/Anfang August, erreicht Mitte bis Ende August seinen Höhepunkt und ist im Norden des europäischen Verbreitungsgebiets im Normalfall Mitte September abgeschlossen.
Die Wiesenweihen West- und Mitteleuropas ziehen wohl überwiegend über Frankreich und Spanien oder über Italien nach Afrika. Zwei im Jahr 2005 in den Niederlanden mit Satellitensendern versehene adulte Weibchen zogen Mitte August aus den Brutgebieten ab nach Osten und hielten sich zunächst an mehreren Stellen in Nord- und Mitteldeutschland jeweils einige Tage lang auf. Das eine Weibchen begann mit dem eigentlichen Wegzug Ende August, es flog von Deutschland nach Südwesten und erreichte über Frankreich und Spanien am 25. September Marokko, danach versagte der Sender. Das zweite Weibchen flog hingegen von Deutschland nach Südosten und hielt sich dann Ende August einige Tage in Tschechien auf. Danach flog es offenbar über Italien und Algerien über die Sahara und erreichte sein Winterquartier in Niger am 21. September.
Bei einer weiteren Untersuchung wurden 2006 im Nordwesten Spaniens 10 adulte Wiesenweihen mit Satellitensendern ausgerüstet, von denen 6 bis in das Winterquartier verfolgt werden konnten. Auch diese Vögel zeigten zunächst eine ungerichtete Abwanderung aus dem Brutgebiet, ein Individuum zog zunächst sogar entgegen der späteren Zugrichtung nach Nordosten bis Südfrankreich. Der eigentliche Abzug erfolgte zwischen dem 25. Juli und dem 3. September, alle Vögel flogen dann über Südspanien nach Afrika. Das Winterquartier aller Vögel befand sich in einer in Nord-Süd-Richtung schmalen, aber in Ost-West-Richtung mehr als 1000 km langen Gebiet in der Sahelzone im Bereich der Grenze von Mali zu Mauretanien. Dieses Areal wurde vom ersten Vogel am 7. August, vom letzten am 2. Oktober erreicht.
Der Heimzug dauert in Gibraltar von Ende März bis Anfang Mai. Die ersten Beobachtungen im Brutgebiet erfolgen in Baden-Württemberg und Bayern ab Mitte April, in Schleswig-Holstein in den 1960er Jahren im Mittel am 21. April und in Brandenburg in den 1990er Jahren frühestens am 14. April.

## Bestand und Gefährdung
Der europäische Bestand wurde von Birdlife International im Jahr 2004 auf 35.000–65.000 Brutpaare geschätzt, der Großteil davon lebt in Russland mit allein 20.000–35.000 Paaren. Weitere große Bestände haben in Europa Spanien mit mindestens 4900, Frankreich mit 3800–5100, Polen mit 1300–2500 und Belarus 3000–5000 Paaren. Der Weltbestand wurde 2009 von Birdlife International auf etwa 100.000 Paare geschätzt.
Die Bestandsentwicklung verlief in den letzten etwa 100 Jahren wechselhaft. Zumindest in West- und Mitteleuropa gab es etwa ab Mitte der 1920er Jahre infolge der weitgehenden Zerstörung der ursprünglichen Lebensräume durch Trockenlegung und intensive landwirtschaftliche Nutzung der Niederungen und Moore, Flussregulierungen und die allgemeine Nutzungsintensivierung der offenen Landschaft drastische Bestandseinbrüche. So schrumpfte der Bestand in den Niederlanden von etwa 500–1000 Paaren zwischen 1900 und 1930 auf 14–15 in den Jahren 1990/1991, in Brandenburg von noch 46–54 Paaren in den Jahren 1969 und 1970 auf maximal 1 Paar Ende der 1980er Jahre.
In Europa ist jedoch insgesamt ab etwa 1970 ein Bestandsanstieg zu verzeichnen, der sich ab 1990 durch großflächige Brachlegungen landwirtschaftlicher Flächen deutlich beschleunigt hat. Der Bestandsanstieg ab 1990 hat sich in Europa in einer starken Zunahme von Bruten auf landwirtschaftlichen Flächen manifestiert. Diese Bruten sind durch Erntetermine vor Mitte Juli generell stark gefährdet; nach Schätzungen würden ohne Schutz bei mindestens 60 % der Getreidebruten die Nestjungen bei der Ernte durch die Mähdrescher getötet. Zum Schutz der Bruten haben sich daher in vielen Ländern regionale Arbeitsgruppen gebildet.
Die Schutzkonzepte umfassen im Wesentlichen:
- die frühzeitige Lokalisierung der Brutplätze,
- die Information der betroffenen Landwirte
- die Ausweisung einer Schutzzone um das Nest, meist eine Fläche von 50 × 50 m, auf der der Landwirt die Ernte zurückstellt. Für den Ernteausfall wird der Landwirt meist von staatlichen Stellen entschädigt.

Auch die mancherorts erfolgte Kontrolle der Gelege aus der Luft hat sich bewährt, da hierdurch keine Duftspuren zum Nest gelegt werden, die Beutegreifer wie den Fuchs anlocken könnten.
In den Niederlanden ist der Bestand von 1991 bis 2001 auf 35–45 Paare gestiegen, in Deutschland auf 410–470 Paare im Jahr 2007. In der Roten Liste von Deutschland steht die Art heute in der Kategorie 2 (stark gefährdet). Weltweit betrachtet die IUCN die Art heute als ungefährdet.

## Aktuelle Situation in Deutschland
Von 2004 bis 2014 schwankte die Zahl der Brutpaare bzw. brütender Weibchen in Deutschland zwischen 289 und 450. Dabei gab es auch massive Bestandsveränderungen zwischen einzelnen Jahren. So stieg der Brutbestand von 2006 auf 2007 um 40 % und fiel von 2012 auf 2013 um 23 %. Diese extremen Bestandsveränderungen werden mit einem großflächig einheitlichen Bestandsverlauf des Hauptbeutetiers, der Feldmaus, erklärt. In den Bundesländern Sachsen-Anhalt, Bayern und Baden-Württemberg stiegen die Brutbestände im Zeitraum 2004–2007 zum Zeitraum 2011–2014 um über 10 % an. Hingegen nahmen die Bestände in den Bundesländern Nordrhein-Westfalen, Schleswig-Holstein und Mecklenburg-Vorpommern um über 10 % ab. Als Grund für die Abnahme in Nordrhein-Westfalen, Schleswig-Holstein und Mecklenburg-Vorpommern wird die hohe Dichte der Windenergieanlagen in diesen Ländern vermutet. Etwa 90 % der Nester der Wiesenweihe in Deutschland befinden sich in Ackerkulturen. Wegen der Schutzmaßnahmen wurden ab 2004 nur noch etwa 10 % der Nester in Ackerkulturen durch die Getreideernte zerstört. Um etwa zwei Drittel der Nester wurden seit 2003 Schutzzonen von einer Größe 0,08–0,25 ha eingerichtet, die bis zum Ausfliegen der Jungen nicht abgeerntet wurden. Der Anteil der Nester, die zusätzlich oder nur mit einem Drahtzaun, Gitterzaun oder Elektrozaun geschützt wurden, stieg von ca. 16 % im Zeitraum von 2003 bis 2007 auf 22 % im Zeitraum von 2011 bis 2014. Um den Bestand der Wiesenweihe in Deutschland zu erhalten, wird als Grundvoraussetzung die Aufrechterhaltung des Nestschutzes im derzeitigen Umfang angesehen.

## Trivia
Der Asteroid des äußeren Hauptgürtels (8590) Pygargus ist nach der Wiesenweihe benannt (wissenschaftlicher Name: Circus pygargus). Zum Zeitpunkt der Benennung des Asteroiden am 2. Februar 1999 befand sich die Wiesenweihe auf der niederländischen Roten Liste gefährdeter Arten.